# FONO
För andra betydelser, se Fono.
FONO är en norsk intresseorganisastion för oberoende norska skivbolag. Organisationen stiftades 1980 och har som syfte att främja norsk musikproduktion.
Tillsammans med IFPI Norge delar man varje år ut musikpriset Spellemannprisen.